# Yutaka Haniya
Yutaka Haniya (埴谷 雄高, Haniya Yutaka, 19 décembre 1909 - 19 février 1997) est un écrivain japonais.

## Biographie
Haniya naît à Taiwan, alors colonie japonaise, dans une famille de samouraï appelée Hannya d'après le Hannya Shingyo (Sūtra du Cœur). Il connaît une enfance maladive et souffre de tuberculose dans son adolescence. Bien qu'intéressé en premier lieu par l'anarchie, il rejoint le parti communiste japonais en 1931, en devient le directeur de l'agriculture l'année suivante, puis est rapidement arrêté. À l'hôpital de la prison, il se consacre à l'étude de la Critique de la raison pure d'Emmanuel Kant.
Après la Seconde Guerre mondiale, Haniya fonde une petite revue littéraire intitulée Kindai Bungaku (« Littérature moderne ») qui devient très influente. En tant qu'éditeur, il découvre et publie Kōbō Abe, qui se joint ensuite au groupe d'avant-garde d'Haniya, le Yoru no Kai (« Groupe de nuit »).
Haniya est un auteur prolifique; après sa mort, l'éditeur Kōdansha publie ses œuvres complètes en un ensemble de 19 volumes. Il remporte le prix Tanizaki en 1970 pour sa collection Chevaux noirs dans l'obscurité et autres histoires.

## Titres
- Esprits morts, (Shiryо̄, 死靈), 1946-1996
- Chevaux noirs dans l'obscurité et autres histoires, (Yami no naka no kuroi uma, 闇のなかの黒い馬), 1970

## Source de la traduction
- (en) Cet article est partiellement ou en totalité issu de l’article de Wikipédia en anglais intitulé « Yutaka Haniya » (voir la liste des auteurs).